# Algernon Egerton
Algernon Fulke Egerton (31 décembre 1825 - 14 juillet 1891), connu sous le nom d' Algernon Leveson-Gower jusqu'en 1833, est un homme politique conservateur britannique.

## Jeunesse
Il est le troisième fils de Francis Egerton, fils cadet de George Leveson-Gower (1er duc de Sutherland). Sa mère est Harriet Catherine, fille de Charles Greville, tandis que George Egerton (2e comte d'Ellesmere), et l'honorable Francis Egerton sont ses frères aînés .

## Carrière politique
Egerton entre à la Chambre des communes pour Lancashire South en 1859, siège qu'il conserve jusqu'en 1868, puis représente Lancashire South-East de 1868 à 1880 et Wigan de 1882 à 1885. Il entre dans le gouvernement de Benjamin Disraeli en tant que secrétaire parlementaire de l'Amirauté de 1874 à 1880.
Le 16 mai 1860, il est nommé lieutenant-colonel commandant des 3rd Manchester Rifles, une unité de volontaires récemment levée par son collègue politique John Snowdon Henry. Il devient plus tard son colonel honoraire et, en 1875, son neveu, Francis Egerton (3e comte d'Ellesmere), devient lieutenant-colonel commandant ,.
Il commande également comme lieutenant-colonel commandant du régiment de milice du duc de Lancaster le 15 décembre 1862 et est resté aux commandes jusqu'en 1882 ,.

## Famille
Egerton épouse Alice Louisa, fille de Lord George Cavendish, en 1863. Ils ont deux fils et sept filles: 
- Margaret Louisa Egerton (décédée en octobre 1950), mariée le 10 octobre 1901 à George Chichester May (décédé le 3 novembre 1924), fils de George Augustus Chichester May, Lord Chief Justice of Ireland.
- Blanche Susan Egerton (décédée le 1er novembre 1940).
- Katherine Alice Egerton (1867-13 décembre 1962).
- Sybil Mary Egerton (décédée le 27 août 1873).
- Violet Ellinor Egerton (1873 - 6 mars 1968) épouse Frederick Walter Stephenson (décédé le 19 mai 1944) le 27 janvier 1914.
- Mary Florence Egerton.
- Evelyn Harriet Egerton (décédée le 3 novembre 1964).
- George Algernon Egerton (né le 1er décembre 1870; décédé des suites de blessures reçues au combat, 13 mai 1915).
- Ralph Greville Egerton (27 novembre 1876 - 9 janvier 1877).

Egerton est décédé en juillet 1891, à l'âge de 65 ans. Sa femme lui a survécu pendant quatorze ans et est décédée en mars 1905.